# أبو القاسم السمعاني
أبو القاسم السمعاني هو أحمد بن منصور بن محمد بن عبد الجبار السمعاني. المعروف بالفارسية باسم أحمد سمعاني، كان عالمًا وخطيبًا وشاعرًا عربيًا. وهو مؤلف «روح الأرواح في شرع أسماء الملك الفتاح»، وهو تعليق نثر فارسي على أسماء الله الحسنى في الإسلام يمتد لنحو ستمائة صفحة.

## حياته
وبحسب سلاسل النسب، كان السمعان فرعًا من قبيلة تميم العربية. كان والد أحمد، أبو المظفر السمعاني، عالمًا دينيًا معروفًا كتب عن التفسير والحديث والفقه. في عام 1135 م، ذهب أحمد مع أبو سعد السمعاني ابن أخيه الأكبر أبو بكر محمد، إلى نيشابور لدراسة الحديث. في قاموس السيرة الذاتية لابن أخيه، «الأنساب»، تم الإشادة بشعر أحمد وشعره الأنيق، ولكن لم يتم ذكر كتاباته.
«روح الأرواح» هو عمل من أعلى مستويات الجودة الأدبية، ومن حيث التلاوة يصنف من أفضل الأعمال النثرية في تلك الفترة، مثل أعمال الغزالي. كما يعتبر أول تعليق فارسي على موضوع الأسماء الإلهية. ومع ذلك، يتم التعامل مع الأسماء باختصار، فهي في الواقع مجرد نقطة انطلاق لمناقشة الخلاص والمحبة. كان روح الأرواح في يوم من الأيام عملاً غير معروف إلا قليلاً، ولكنه أصبح يُنظر إليه على أنه عمل كلاسيكي في الأدب الصوفي.